# Колеко телстар колорматик — модел
Coleco Telstar Colormatic - Model #6130 (Telstar Colormatic - Model #6130) је фирме Coleco који је почео да се производи у Сједињеним Америчким Државама током 1977. године.
Користио је General Instruments AY-3-8500 Pong чип + Texas Instruments SN76499N грачички процесор микропроцесорску јединицу.

## Детаљни подаци
Детаљнији подаци о конзоли Telstar Colormatic - Model #6130 су дати у табели испод.
|                       |                                                   |
| [ 1 ]                 |                                                   |
| Произвођач            |                                                   |
| Тип                   | играчка конзола                                   |
| Меморија              |                                                   |
| Поријекло             | Сједињене Америчке Државе                         |
| Година                | 1977                                              |
| Тастатура             | двије палице                                      |
| Процесор              | чип + грачички процесор                           |
| Фреквенција процесора |                                                   |
| RAM                   |                                                   |
| ROM                   |                                                   |
| Текст                 |                                                   |
| Графика               | видео излаз ка антенском улазу телевизора         |
| Боја                  | да, једна различита позадинска боја за сваку игру |
| Звук                  | уграђени звучник са 3 звука                       |
| Димензије             |                                                   |
| Портови               |                                                   |
| Оперативни систем     |                                                   |